# أنجبار مخزني
الأَنْجُبَار المَخْزَنِيّ أو سُلْطَان الغَأبَة أو الأَنَارِف أو انارف أو انجبار (الاسم العلمي: Bistorta officinalis) هو نوع نبات يتبع جنس البَطْبَاط من الفصيلة البطباطية.
يستخدم تقليديًّا للأغراض الطبية. الجذور غنية بأحماض التانيك والغال وتستخدم أوراقها لعلاج الجروح.
تنتشر النبتة في الغابات الظليلة والرطبة، كما وتنبت في قاعده التلال وتنبت في الحدائق، تزهر هذا النبتة في فصل الربيع، وتنتج البذرة في منتصف الصيف.

## الفوائد الطبية
تعتبر النباتات الطبية مفيدة لجسم الإنسان فائدتها تقوم بعلاج أمراض، فالاوراق والجدور نفع عظيم لمقاومة كل أنواع السموم، فالمستخلص من جذر المسحوق، والذي هو مصنوع مع الخل يساعد في وقف النزيف الداخلي أو بصق الدم أو الجريان أو حتى القيء.

## الخواص الطبية لحبوب الانجبار
- يساعد على وقف النزيف.
- يعمل على تطهير وتعقيم الجروح والحروق.
- يعدم الأمعاء.
- يمنع من نمو البكتيريا والفيروسات.
- مضاد للالتهابات.
- مطهر وقابض قوي.
- يعمل على وقف الإسهال.

## طريقه استعماله
يستعمل هذا الجذر غالبا في الايام الحديثه وذلك لانه غني بالتنيك، ويمكن استعماله اما بالغرغرة أو الحقنة، فيمكن استخدامها كحقنة بمعدل 28 غرام من المستخلص و 101 لتر من الماء المغلي، حيث يصفى ويترك حتى يبرد قبل استعماله.
كما ويمكن استعماله كحقنة في القُبل في حاله السيلان الابيض.
وان خلطت هذه العشبه مع قابضات أخرى مثل الغرنوقي أو ابرة الراعي والملطفات مثل الخطمي بمقادير ثابته يستعمل يساعد في علاج النواسير، وايضا تضاف الملعقة من هذه العشبة وملعقة من نبته الدموية إلى نصف كوب من الماء الغالي، ويستعمل في الغرغرة أو رذاذا لألم الحنجرة والتهاب اللوزتين.

## معرض صور

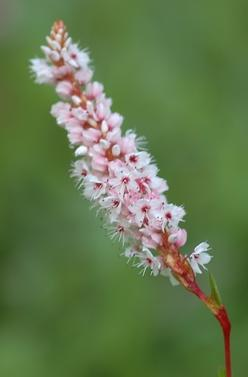
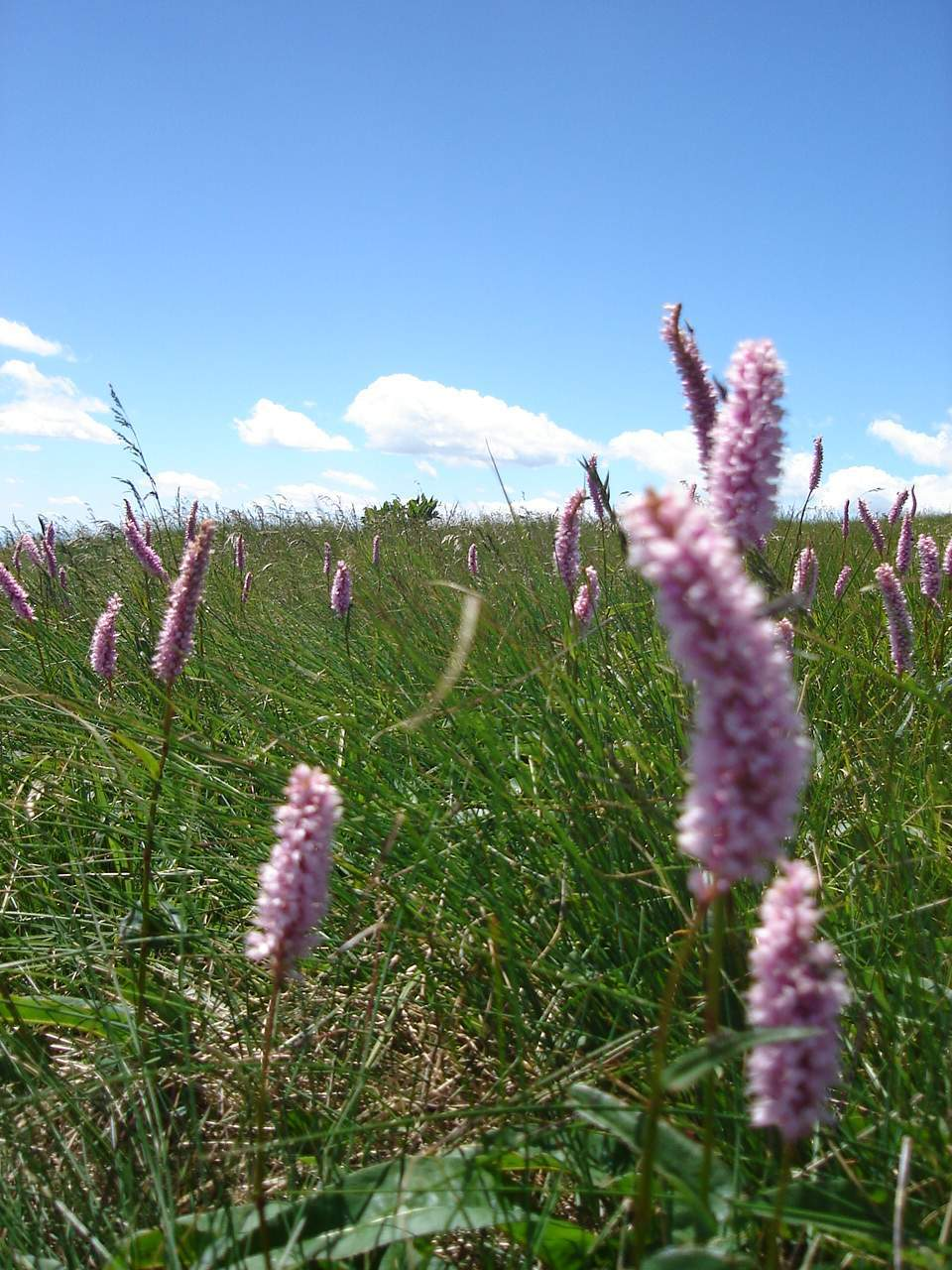
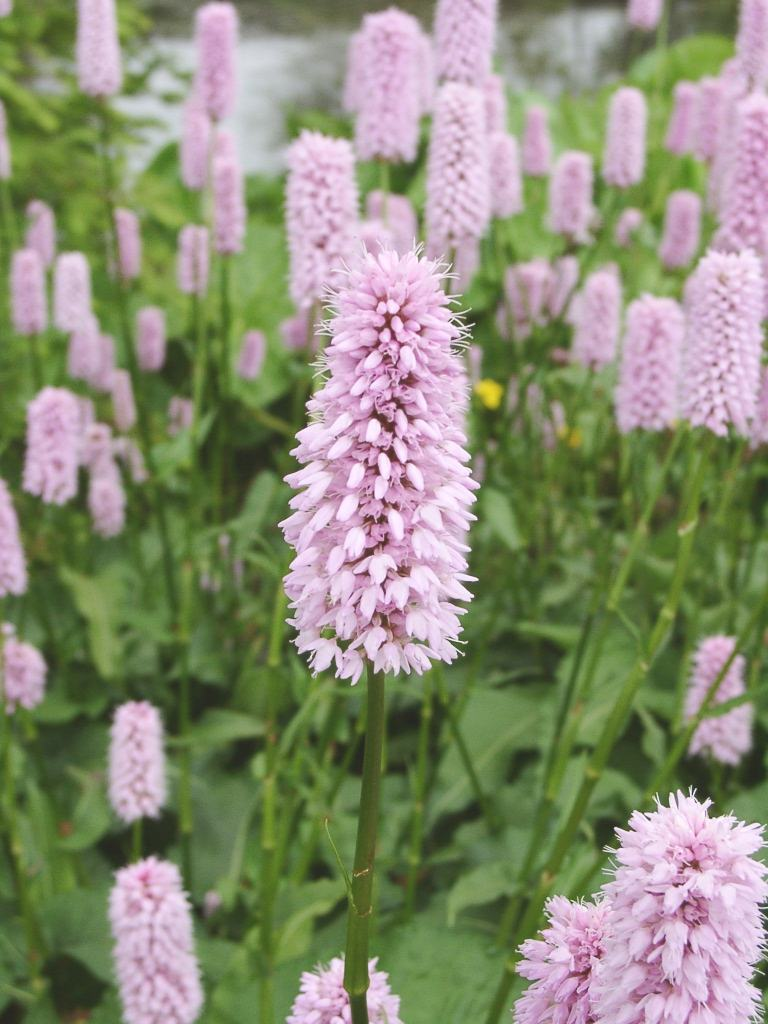
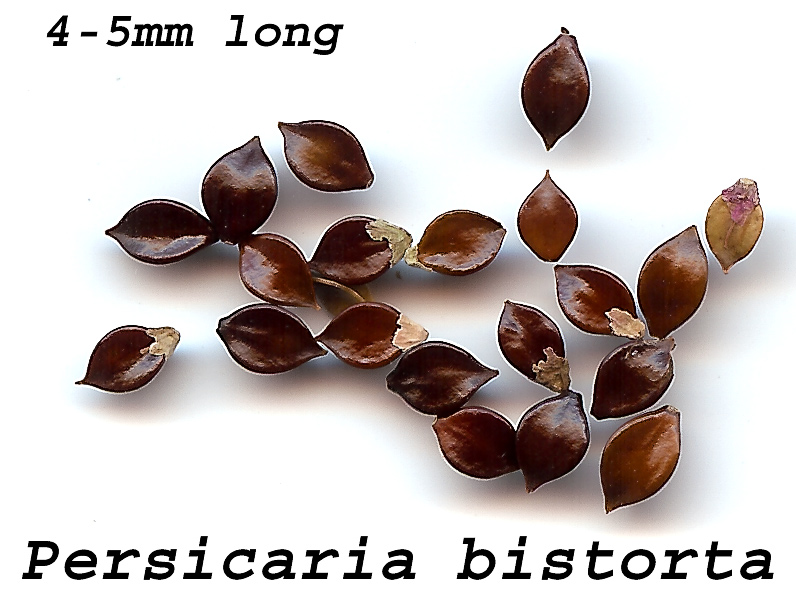